# Damernas lagmångkamp i gymnastik vid olympiska sommarspelen 1980
Damernas lagmångkamp i gymnastik vid olympiska sommarspelen 1980 avgjordes den 21-23 juli i Sports Palace of the Central Lenin Stadium.

## Medaljörer
| Gren                 | Guld | Silver                                                                                            | Brons                                                                                          |
| Damernas lagmångkamp | Sovjetunionen Elena Davjdova Maria Filatova Nellie Kim Jelena Naimusjina Natalja Sjaposjnikova Stella Zacharova | Rumänien Nadia Comăneci Rodica Dunca Emilia Eberle Cristina Grigoraș Melita Ruhn Dumitrița Turner | Östtyskland Maxi Gnauck Silvia Hindorff Steffi Kraker Katharina Rensch Karola Sube Birgit Süss |

## Resultat
| Placering | Lag             | Totalt  |
| --------- | --------------- | ------- |
|           | Sovjetunionen   | 394,900 |
|           | Rumänien        | 393,500 |
|           | Östtyskland     | 392,550 |
| 4         | Tjeckoslovakien | 388,800 |
| 5         | Ungern          | 384,300 |
| 6         | Bulgarien       | 382,100 |
| 7         | Polen           | 376,250 |
| 8         | Nordkorea       | 364,050 |